# Pietro Serantoni
Pietro Serantoni (né le 12 décembre 1906 à Venise et mort le 6 octobre 1964 à Rome) est un footballeur international italien, champion du monde en 1938 avec l'équipe d'Italie, devenu entraîneur à l'issue de sa carrière.

## Biographie
En tant que milieu de terrain, Pietro Serantoni dit Toni est international italien à seize reprises (1933-1939) pour aucun but inscrit. Sa première sélection est honorée le 12 février 1933 contre la Belgique, à l'extérieur, qui se solde par une victoire (3-2). Il participe à la Coupe internationale 1933-1935, qu'il remporte et participe à la Coupe du monde de football de 1938, jouant tous les matchs titulaires, remportant le titre de champion du monde.
Il commence à sa carrière à Venise, jusqu'en 1928, année où il signe à l'Ambrosiana-Inter. Il joue six saisons, remportant une Serie A en 1930. Il fait ensuite deux saisons à la Juventus (jouant son premier match juventino le 1er juillet 1934 lors d'une victoire à l'extérieur 3-1 sur l'Újpest FC en Coupe d'Europe centrale), remportant une nouvelle Serie A en 1935. Il finit à l'AS Rome, en étant finaliste de la coupe d'Italie en 1937.
Il fait une brève carrière d'entraîneur de l'AC Padoue (1947-1949 et 1950) et de l'AS Rome, remportant une Serie B avec le premier en 1948.

## Clubs
| - 19??–1928 : AC Venise - 1928–1934 : Ambrosiana-Inter - 1934–1936 : Juventus - 1936–1940 : AS Rome |  | - 1947–1949 : AC Padoue - 1950 : AC Padoue - 1950–1951 : AS Rome |

## Palmarès

### En tant que joueur

#### Club
| Ambrosiana-Inter - Championnat d'Italie (1) : - Champion : 1929-30 (premier championnat professionnel de l'histoire du football italien). - Vice-champion : 1932-33 et 1933-34. - Coupe Mitropa : - Finaliste : 1933. |  | Juventus - Championnat d'Italie (1) : - Champion : 1934-35. |  | AS Rome - Coupe d'Italie : - Finaliste : 1936-37. |

#### Sélection
Italie
- Coupe du monde (1) :
  - Vainqueur : 1938.

- Coupe internationale (1) :
  - Vainqueur : 1933-1935.

### En tant qu'entraîneur
AC Padoue
- Serie B (1) :
  - Champion : 1947-48.